# Gary Pillitteri
Pour les articles homonymes, voir Pillitteri.
Gary Orazio Vincenzo Pillitteri (né le 1er mars 1936) est un homme politique canadien de l'Ontario. Il est député fédéral libéral de la circonscription ontarienne de Niagara Falls de 1993 à 2004.

## Biographie
Né en Racalmuto en Italie, Pillitteri est le fondateur et président de la Pillitteri Estates Winery à Niagara-on-the-Lake.
Candidat libéral défait en 1988, il est élu en 1993. Réélu en 1997 et 2000, il ne se représente pas en 2004.